# Miguel Cid

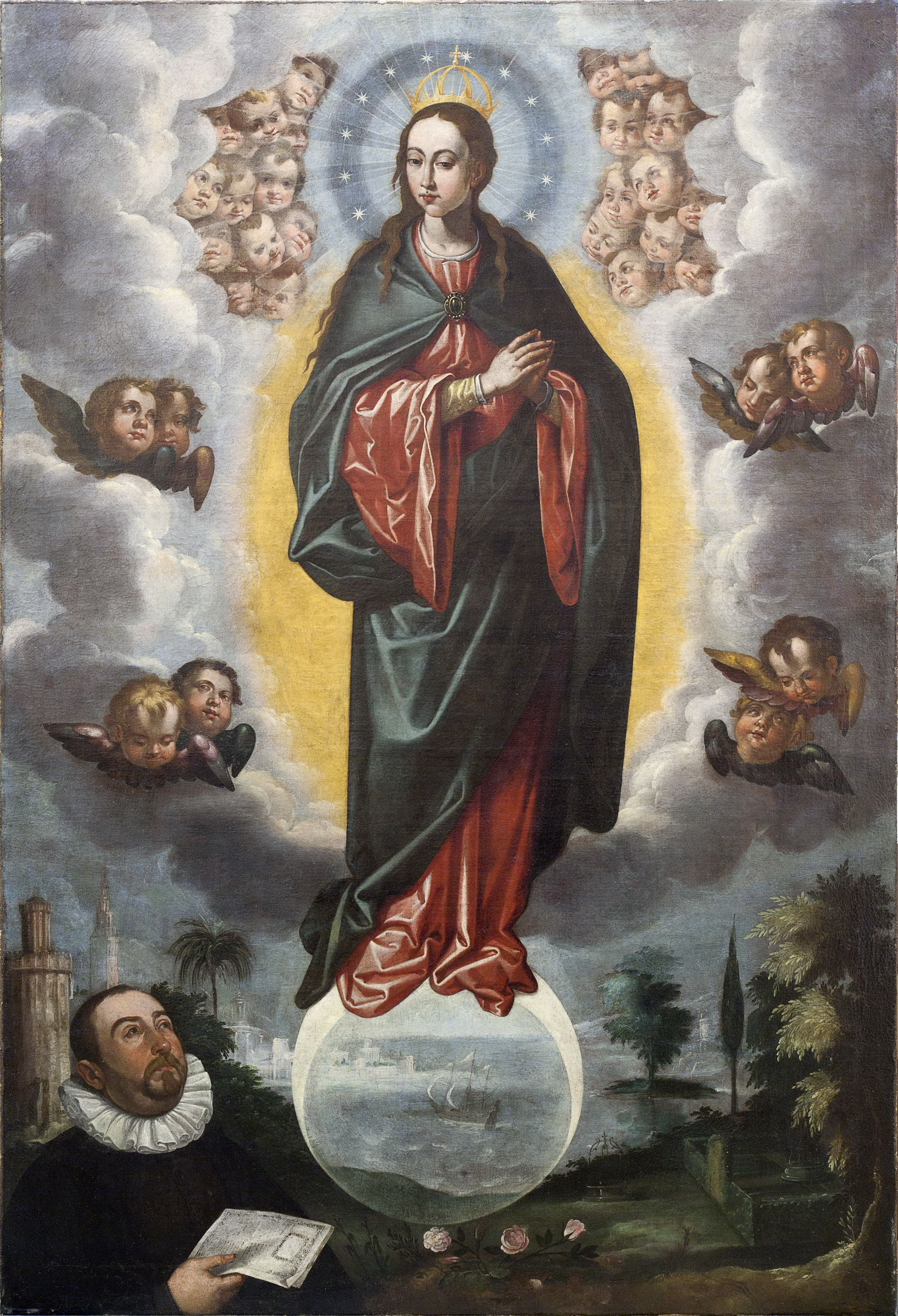
Francisco Pacheco, La Inmaculada con Miguel Cid, 1619, Catedral de Sevilla.

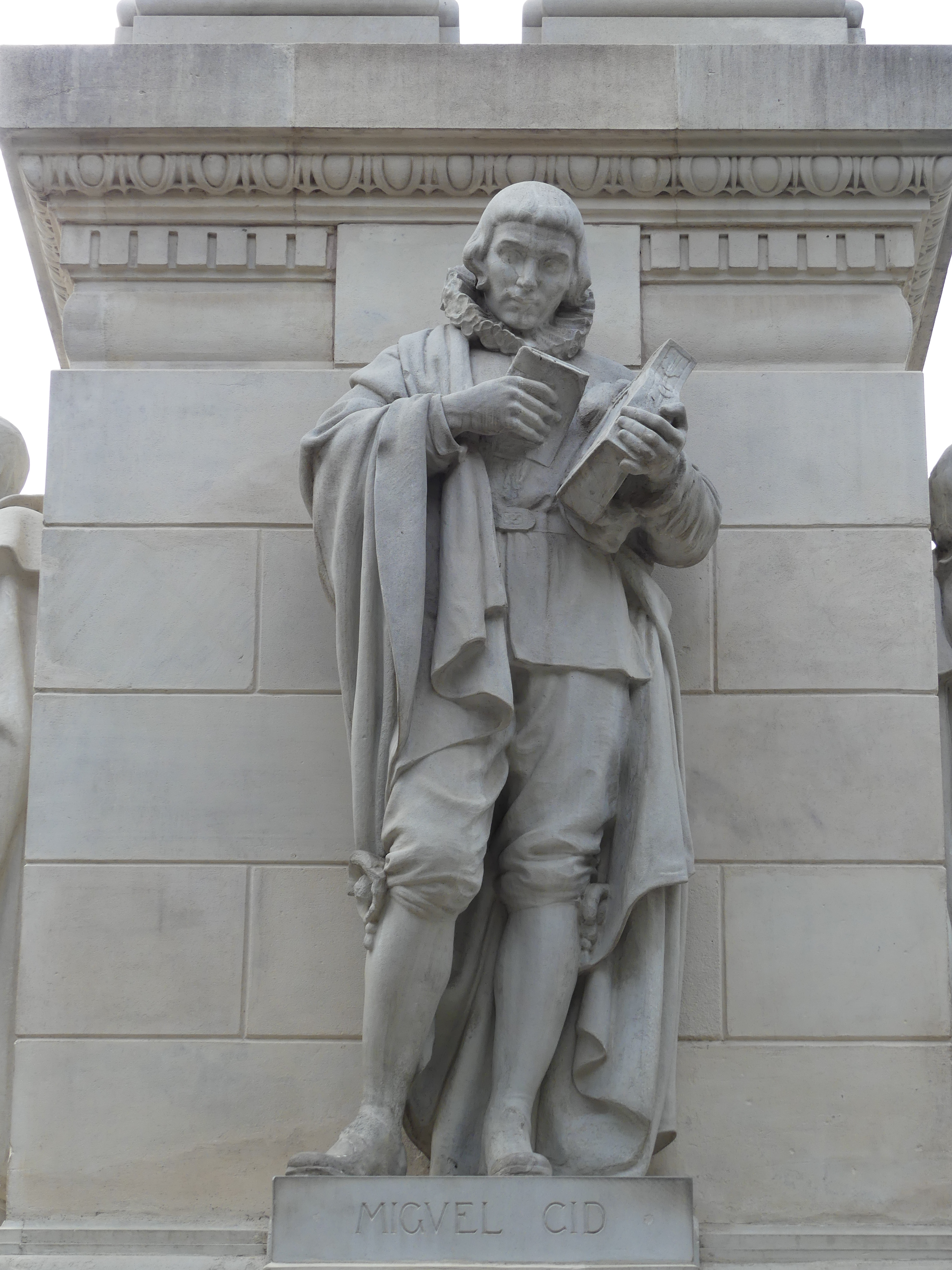
Estatua de Miguel Cid en el Monumento a la Inmaculada. Sevilla.

Miguel Cid (1550 - Sevilla, 1615), fue un poeta español. Su actividad literaria se ciñó a participar en las justas poéticas que se desarrollaron en la ciudad de Sevilla a finales del siglo XVI y principios del siglo XVII. Algunas de sus rimas fueron recopiladas 32 años después de su muerte y publicadas por su hijo en un cancionero titulado: Justas sagradas del insigne y memorable poeta Miguel Cid, sacadas a la luz por el hijo y heredero de su nombre, dedicadas a la Virgen Santísima, María Nuestra Señora, concebida sin mancha de pecado original. (Sevilla, 1647).

## Historia
En las primeras décadas del siglo XVII, Sevilla vive un período de gran exaltación inmaculista, que tuvo su momento culminante con la llegada, el 9 de octubre de 1617, del Breve dado por el papa Paulo V que prohibía las tesis maculistas sobre la concepción de la Virgen María -defendidas por los dominicos- y se aceptaba  finalmente la proclamación de su Inmaculada Concepción.
En Sevilla, este éxito alcanzado en Roma fue atribuido a las gestiones llevadas a cabo allí por el doctor Bernardo de Toro y el arcediano de la localidad de Carmona Mateo Vázquez de Leca, que eran cabeza y miembro respectivamente de la Congregación de la Granada, un grupo espiritual de destacados alumbrados que se fundó hacia el año 1541 por el cerrajero Gómez Camacho en Jerez y Lebrija en torno al convento de la Inmaculada Concepción de esta última localidad.
Al éxito de los dos citados hay que añadirle el de la propia ciudad de Sevilla, que se alzó conjuntamente para pedir la proclamación, y que se puede concretar en la coplilla que todo el mundo entonaba a una misma voz durante meses; una famosa copla compuesta por Miguel Cid, miembro también de la citada Congregación, a la que Bernardo de Toro le puso música y Mateo Vázquez de Leca pagó su impresión en una tirada de cuatro mil ejemplares.
El estribillo de esta copla o canción dice:

Todo el mundo en general

a voces reina escogida
diga que sois concebida

sin pecado original

Estos versos, escritos en el año 1614, fueron publicados, muy queridos y cantados por gran parte del pueblo sevillano, y pueden verse escritos hoy todavía en un bello azulejo inmaculista instalado el la calle que lleva el nombre de su autor.

## Reconocimientos
- En reconocimiento por su obra, el Ayuntamiento de Sevilla tiene rotulada una calle con su nombre. Esta calle se encuentra situada en el barrio de San Vicente, y más concretamente junto a la cabecera de dicha iglesia.

- Además, su figura está representada en una de las cuatro esculturas que rodea al monumento de la Inmaculada Concepción que se encuentra en la plaza del Triunfo de Sevilla; una obra realizada por el escultor Lorenzo Coullaut Valera e inaugurada el 8 de diciembre de 1918.